# Krajský úřad Ústeckého kraje (budova)
Krajský úřad Ústeckého kraje je administrativní budova a sídlo vedení krajského úřadu Ústeckého kraje. Objekt se nachází v centru krajského města Ústí nad Labem na adrese Velká hradební 3118/48.

## Budova
Autory stavebního projektu v duchu socialistického brutalismu byli Míťa Hejduk, Rudolf Bergr a Michal Gabriel. Kvůli lepšímu výhledu na stavbu bylo zbouráno několik budov na Mírovém náměstí. Objekt původně sloužil jako krajské sídlo Komunistické strany Československa.
V objektu jsou také umístěna některá umělecká díla, jako např. keramický reliéf Vlastimila Květenského nebo gobelín Miroslava Houry.

## Galerie

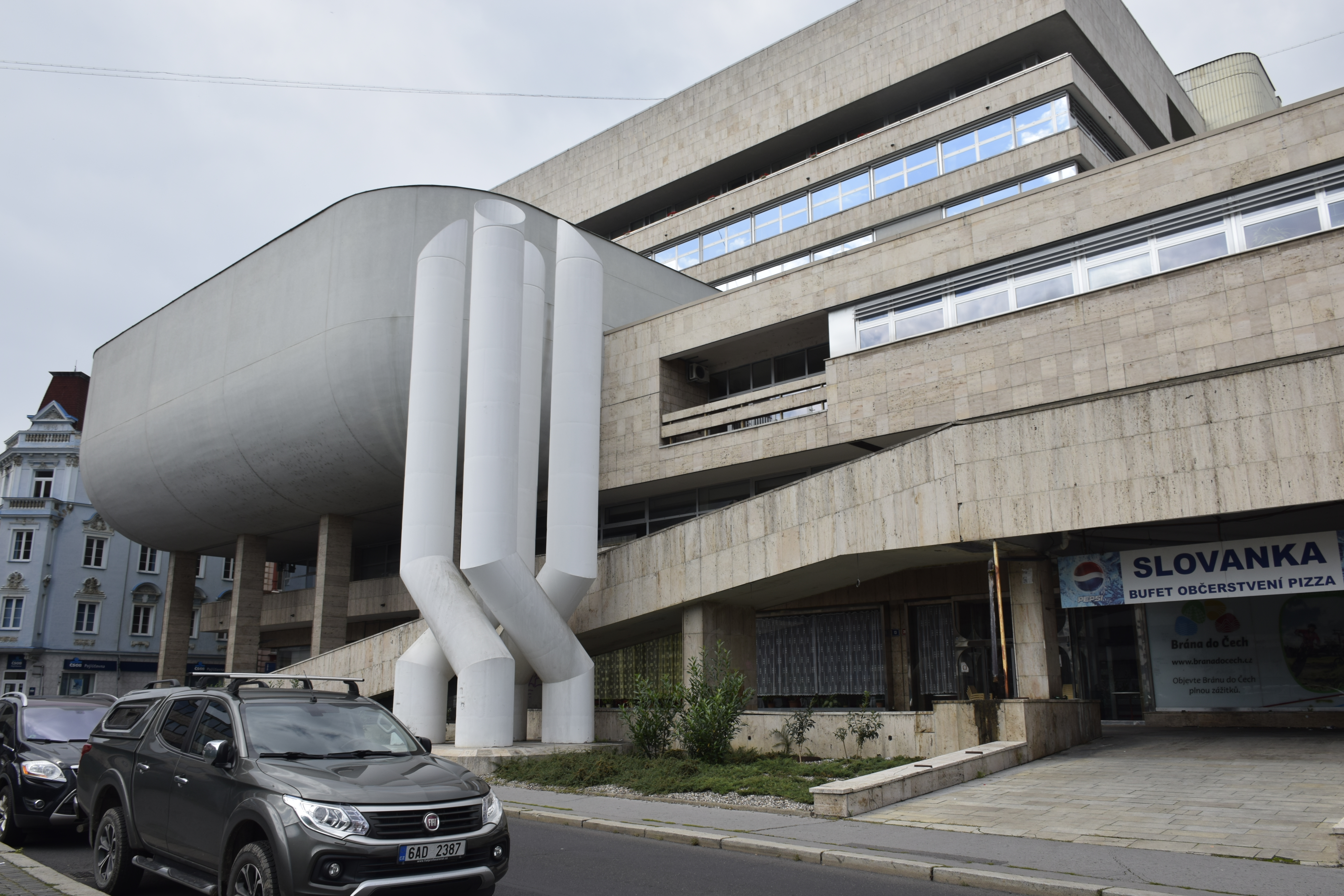
Přední části objektu dominují čtyři propletené výduchy a výstupek připomínající vanu
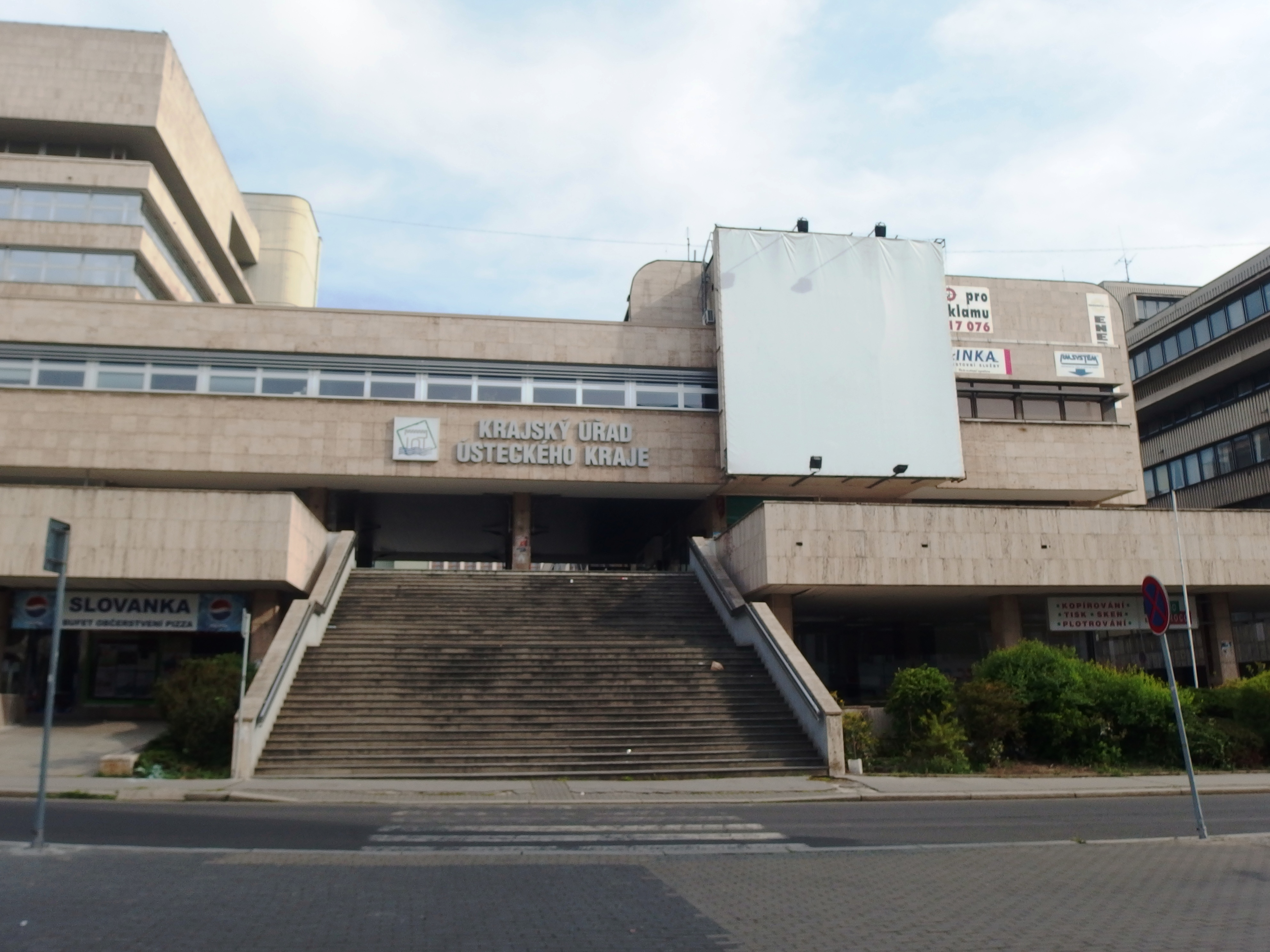
Dříve dominoval přední části i reliéf srpu a kladiva, který byl dlouhá léta překryt plátnem až byl nakonec zcela odstraněn
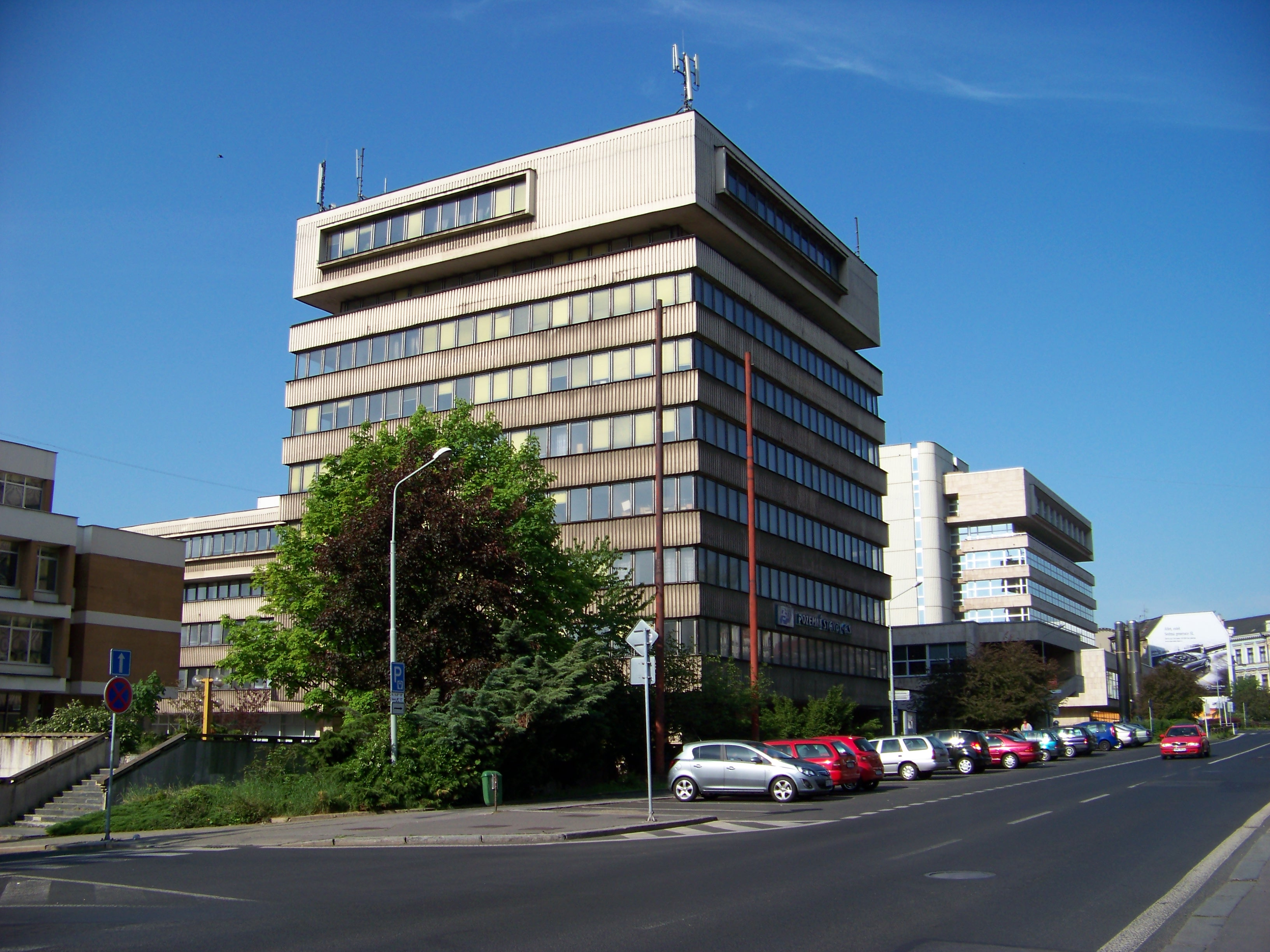
Ne náhodou se Krajský úřad (vpravo) podobá komplexu Pozemních staveb (vlevo). Stojí za nimi stejní architekti
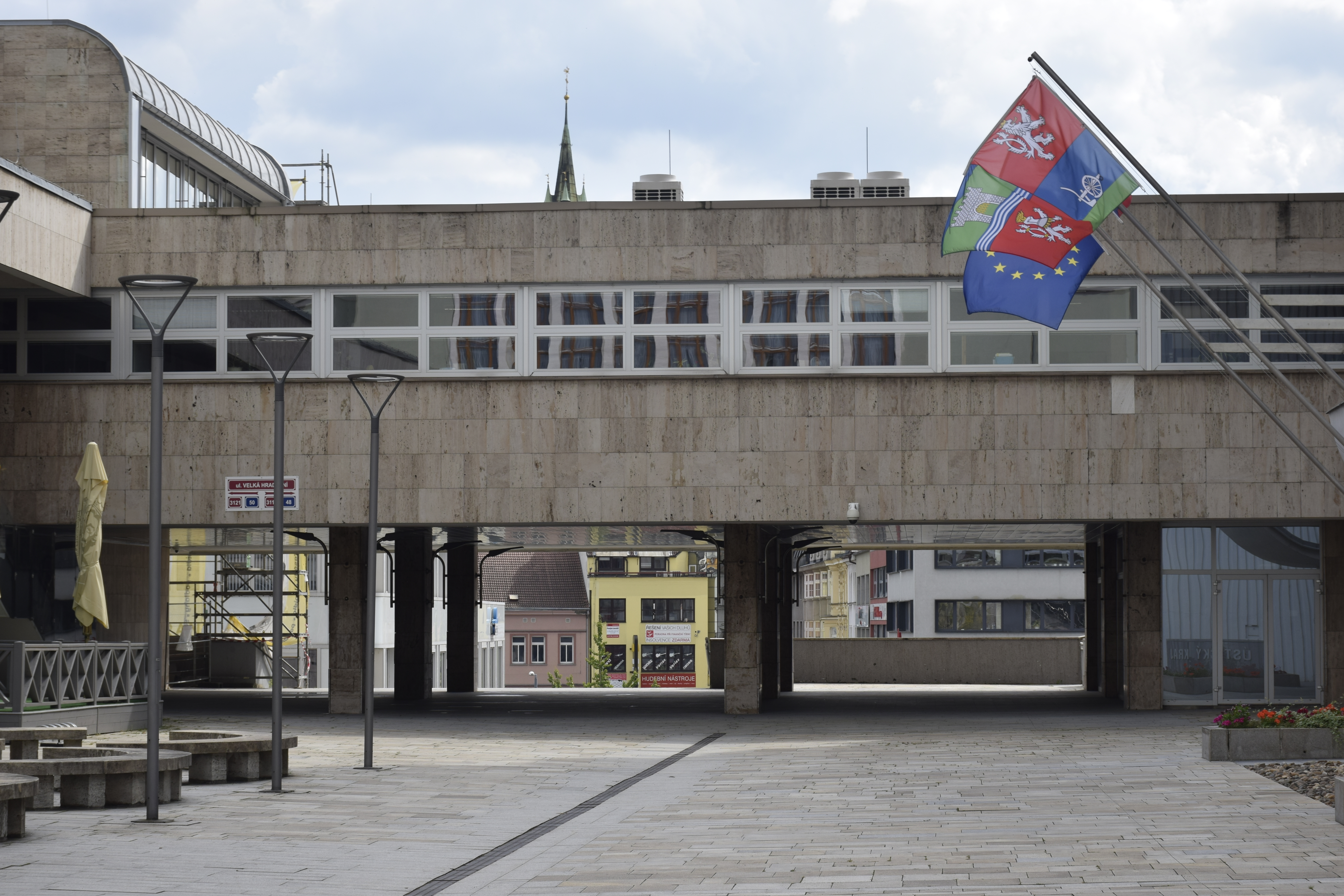
Komplex obložený travertinem se dal volně procházet, budovy, které byly původně záměrně ubourány ve směru Mírové náměstí, jsou v posledních dvou dekádách opět dostavovány
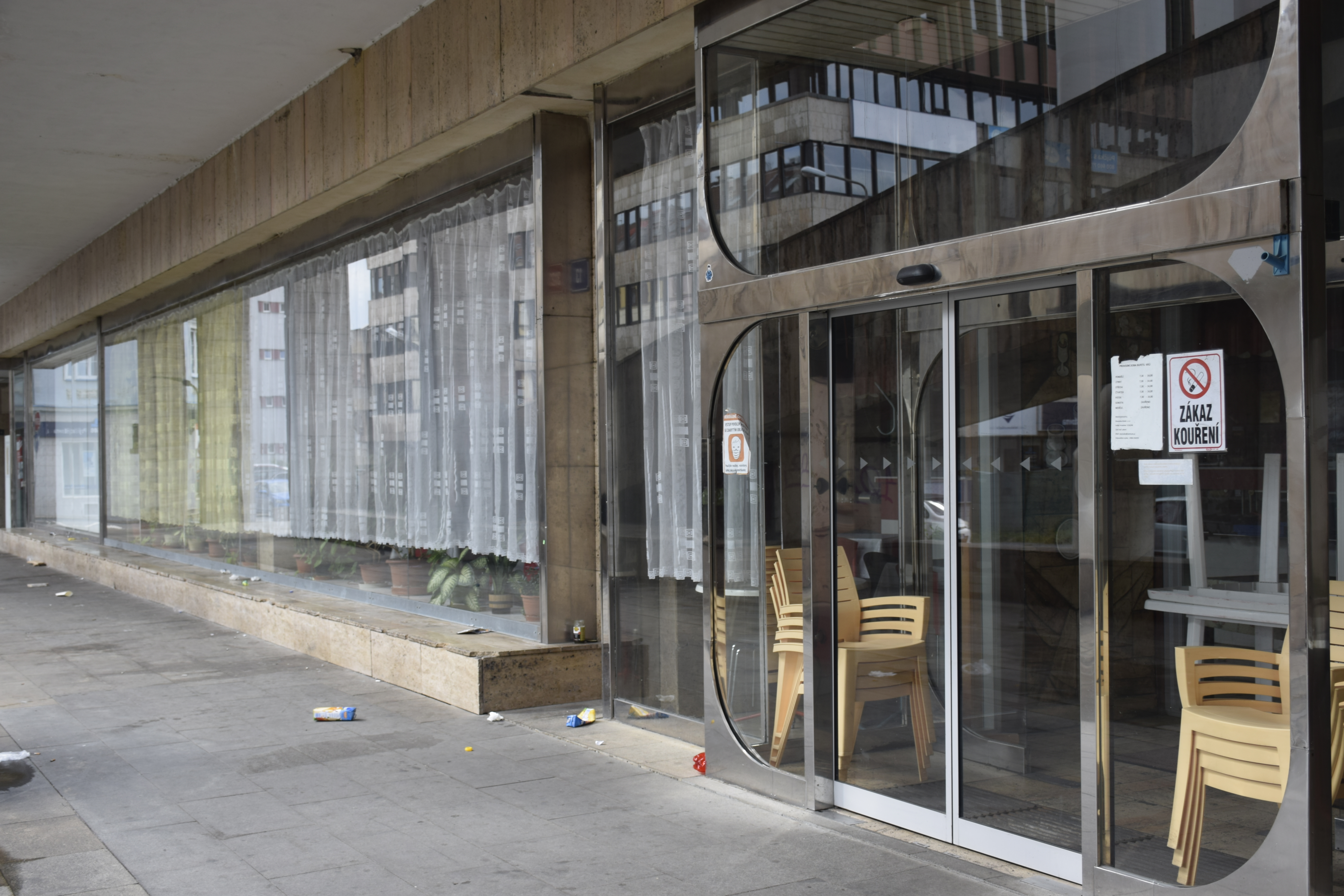
Vstup do jídelny Slovanka z ulice Dlouhá
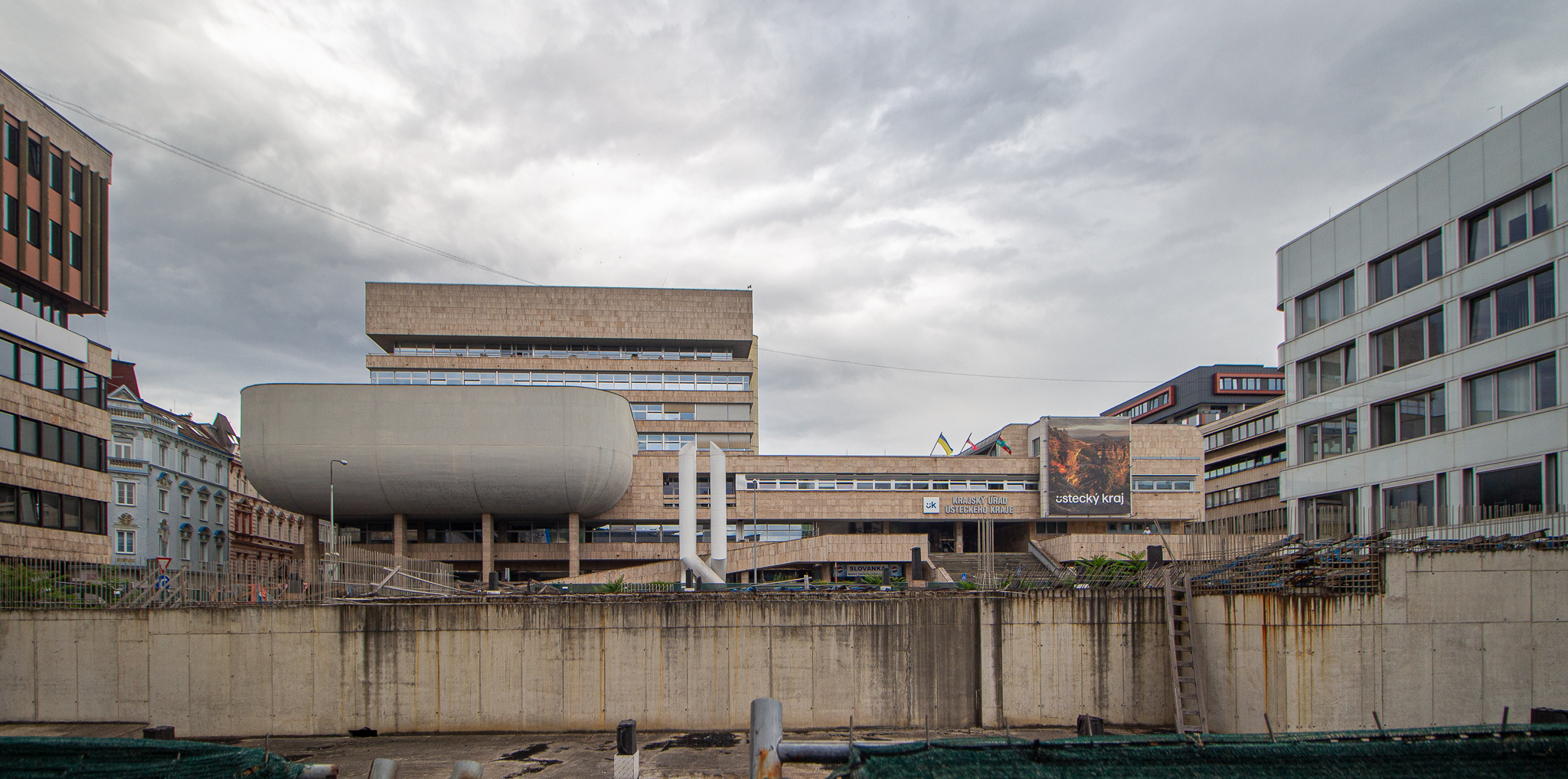
Chátrající staveniště tzv. bloku 004 před budovou v roce 2023